# Felsőkastély
Felsőkastély románul: Coșteiu de Sus, falu Romániában, a Bánságban, Temes megyében.

## Fekvése
Facsádtól északnyugatra fekvő település.

## Története
Felsőkastély nevét 1548-ban említette először oklevél Lukaczfalu néven.
1598-ban Kastely alias Lukachest, 1612-ben Kastely, 1779 Costia (Pesty: Krassó, II/1. 288), 1808-ban Kostie, Kosteju, 1888-ban Felső-Kostéj, 1913-ban Felsőkastély néven írták.
A trianoni békeszerződés előtt Krassó-Szörény vármegye Facsádi járásához tartozott.
1910-ben 630 lakosából 8 magyar, 10 német, 612 román volt. Ebből 13 római katolikus, 613 görög keleti ortodox volt.

## Források

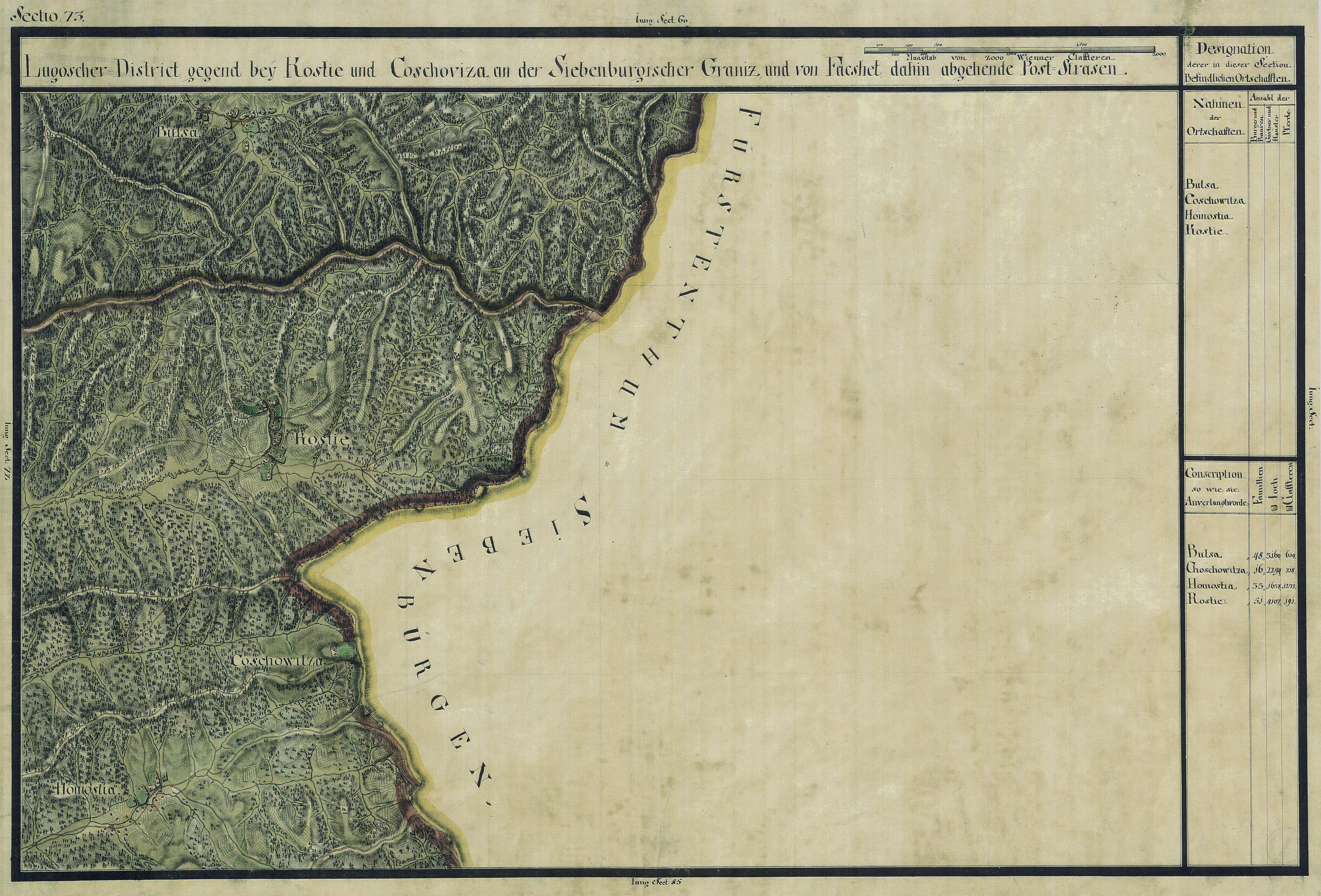
Felsőkastély egy régi térképen